# Cassytha pedicellosa
Cassytha pedicellosa är en lagerväxtart som beskrevs av J.Z. Weber. Cassytha pedicellosa ingår i släktet Cassytha och familjen lagerväxter. Inga underarter finns listade i Catalogue of Life.